# Perispuda bignellii
Perispuda bignellii är en stekelart som först beskrevs av Bridgman 1881.  Perispuda bignellii ingår i släktet Perispuda och familjen brokparasitsteklar. Inga underarter finns listade i Catalogue of Life.